# Чернов, Виктор Георгиевич
Виктор Георгиевич Чернов (1 мая 1899, Санкт-Петербург — 17 марта 1945, около г. Альтдамм, Польша) — советский военачальник, командир стрелковых дивизий в Великой Отечественной войне. Герой Советского Союза (6.04.1945). Генерал-майор (15.09.1943).

## Начальная биография
Виктор Георгиевич Чернов родился 1 мая 1899 года в Санкт-Петербурге в семье рабочего. Окончив начальное училище, Чернов работал чертёжником.

## Военная служба

### Первая мировая и гражданская войны
В феврале 1917 года был призван в Русскую императорскую армию, в том же 1917 году окончил ускоренный курс Павловского военного училища. Служил в Петрограде в автомобильной роте. В конце 1917 года прапорщик Чернов был демобилизован.
После Октябрьской революции перешёл на сторону большевиков. Служил в отрядах железнодорожной охраны Петроградского округа.
С апреля 1918 года служил в Красной армии. Сначала служил заведующим гаражом Чрезвычайной охраны штаба Петроградского военного округа, с декабря того же года состоял для поручений при командире 33-го стрелкового полка этого округа. В апреле 1919 года убыл в 35-ю стрелковую дивизию на Восточный фронт и с этого времени воевал на Гражданской войне. Был помощником адъютанта и начальником газовой команды 308-го стрелкового полка, с января 1920 года — помощником начальника штаба 103-й стрелковой бригады этой дивизии. Сражался против белых армий адмирала А. В. Колчака, пройдя с дивизией в составе 5-й армии с боями путь от Поволжья до Забайкалья. Почти весь 1921-й год воевал в Забайкалье и в Монголии против белогвардейских формирований барона Р. Ф. фон Унгерна.

### Межвоенное время
С мая 1922 года служил начальником оперативной части штаба 1-й Забайкальской стрелковой дивизии, с декабря 1922 года — начальником оперативной части штаба 9-й отдельной Дальневосточной стрелковой бригады. Осенью 1929 года участвовал в боевых действиях на КВЖД. В октябре 1930 года его направили учиться.
В апреле 1931 года окончил Кавалерийские курсы усовершенствования командного состава РККА в Новочеркасске. С апреля 1931 года служил в должности помощника начальника 5-го отдела штаба Северо-Кавказского военного округа. Затем командовал рядом полков в Северо-Кавказском военном округе: с апреля 1932 года — 77-м кавалерийским полком, с августа 1936 года — 124-м кавалерийским полком (13-я кавалерийская дивизия, с апреля 1938 года — 68-м кавалерийским полком (10-я кавалерийская дивизия.
В 1934 году заочно окончил два курса Военной академии РККА имени М. В. Фрунзе. Член ВКП(б) с 1932 года. С июля 1940 года — заместитель командира 62-й стрелковой дивизии в 5-й армии Киевском Особом военном округе.

### Великая Отечественная война
Полковник В. Г. Чернов вступил в бой на рассвете 22 июня 1941 года. Война застала его в расположении 306-го стрелкового полка в городе Радзехув недалеко от границы. Он поднял полк по тревоге, не имея связи с вышестоящим командованием, создал импровизированную группу войск из находящихся в окрестном районе воинских частей, стал её начальником штаба и создал устойчивую оборону. 30 июня на рубеже реки Стоход «…хладнокровием и решительными действиями восстановил порядок в дивизии, чем обеспечил планомерный отход её частей». За мужество в тяжелейших боях приграничного сражения на Юго-Западном фронте полковник Чернов одним из первых наградных указом в войне был награждён орденом Красной Звезды.
В августе 1941 года был назначен на должность командира 228-й стрелковой дивизии в 37-й армии Юго-Западного фронта, а в октябре того же года — на должность командира 47-й горнострелковой дивизии (38-я армия и 6-я армия). С апреля 1942 года — на должности заместителя командира 162-й стрелковой дивизии (28-я и 38-я армии Юго-Западного фронта). В августе 1942 года был назначен на должность командира 277-й стрелковой дивизии, которая тогда формировалась в составе 10-й резервной армии, в ноябре передана в 21-ю армию Донского фронта. Но в декабре 1942 года Чернов был уже второй раз за войну понижен в должности (с формулировкой «за невыполнение боевой задачи»), и тогда же был назначен на должность заместителя командира 120-й стрелковой дивизии (21-я армия). С января 1943 года — заместитель командира 51-й гвардейской стрелковой дивизии (21-я армия). Находясь на этих должностях, В. Г. Чернов принимал участие в Киевской и Сумско-Харьковской оборонительных операциях, в Барвенково-Лозовской наступательной операции, в Донбасской оборонительной операции и в Сталинградской битве.
В апреле 1943 года был назначен на должность командира 90-й гвардейской стрелковой дивизии (6-я гвардейская армия, Воронежский фронт). Дивизия во время оборонительного сражения на южном фасе Курской битвы оказалась на острие главного удара танковых корпусов противника под командованием Манштейна. В течение пятидневных оборонительных боёв дивизия понесла большие потери. Командующий 6-й гвардейской армией гвардии генерал-лейтенант И. М. Чистяков по итогам сражения дал В. Г. Чернову хорошую характеристику: «Чернов дисциплинированный командир, требовательный к себе, но недостаточно к подчинённым. Имеет большой опыт в работе на командных должностях…», но отметил, что «вследствие недостаточной общевойсковой подготовки в объёме дивизии допустил в боях ряд серьёзных упущений в руководстве частями» и сделал вывод: «… нуждается в направлении на учёбу, только после этого может быть назначен на должность командира дивизии». К мнению опытного командарма прислушались и в сентябре 1943 года В. Г. Чернов был направлен в Москву с целью прохождения ускоренного курса в Высшей военной академии имени К. Е. Ворошилова. Окончил академию в марте 1944 года.
Прибыл в распоряжение Военного совета 2-го Белорусского фронта. С 4 по 10 апреля исполнял должность командира 77-го стрелкового корпуса 47-й армии. В апреле был назначен на должность командира 60-й стрелковой дивизии в составе той же армии. В июле 1944 года в ходе Белорусской операции дивизия под командованием Чернова участвовала в освобождении Ковеля, а в августе 1944 года одной из первых вступила в предместье Варшавы на правом берегу Вислы — Прагу. В сентябре 1944 года дивизия очистила от противника несколько десятков городских кварталов.
15 января 1945 года дивизия под командованием Чернова в ходе Висло-Одерской операции прорвала оборону противника в районе города Новы-Двур-Мазовецки (Польша). На следующий день дивизия развила наступление с севера в обход Варшавы. К 17 января 1945 года дивизия вышла к северным окраинам Варшавы, создав угрозу полного окружения варшавского гарнизона немцев, и вскоре город был освобождён. За этот успех 19 января 1945 года командир дивизии В. Г. Чернов был представлен к присвоению звания Героя Советского Союза. А дивизия получила почётное наименование «Варшавская».
Указом Президиума Верховного Совета СССР от 6 апреля 1945 года за мужество и героизм, проявленные при выполнении заданий командования на фронте борьбы с немецкими захватчиками и проявленные при этом отвагу и геройство, генерал-майору Виктору Георгиевичу Чернову присвоено звание Героя Советского Союза с вручением ордена Ленина и медали «Золотая Звезда» (№ 7314).
Но об этой награде В. Г. Чернову узнать было не суждено. В ходе Восточно-Померанской операции 17 марта 1945 года генерал-майор Чернов погиб на командном пункте дивизии на подступах к городу Альтдамм. Обстоятельства гибели В. Г. Чернова описал в своих мемуарах тогдашний командир 125-го стрелкового корпуса (в который входила его дивизия) Андреев А. М.:

В тот день я прибыл на КП дивизии и первым делом спросил Виктора Георгиевича, готов ли его новый наблюдательный пункт, с которого мне хотелось поближе познакомиться с обороной гитлеровцев юго-восточнее Альтдамма.
— НП ещё не готов, а обед готов, — улыбнулся генерал. — Давайте вместе пообедаем, Андрей Матвеевич, и отправимся на наблюдательный пункт. Саперы уже заканчивают его оборудование.
Виктор Георгиевич вскоре радушно пригласил к столу, накрытому в надежном подвале каменного дома с небольшим окошком в мощной стене.
— Нет, не сюда, — едва я взялся за стул, сказал генерал. — Садитесь по русскому обычаю в красный угол.
— В красный так в красный, — не стал я возражать, пересаживаясь к стене, занавешенной солдатской плащ-палаткой. 

Но пообедать нам не удалось. У самого дома грохнул разорвавшийся снаряд. В окошко, похожее на амбразуру, тугой струей ударила взрывная волна. Генерал Чернов в то же мгновение бессильно опустил голову. Капелька крови запеклась у него на виске — след от крошечного осколка…— Андреев А. М. От первого мгновения — до последнего. — М.: Воениздат, 1984. — (Военные мемуары). — С.157-158.
Похоронен в городе Познань (Польша).

## Награды

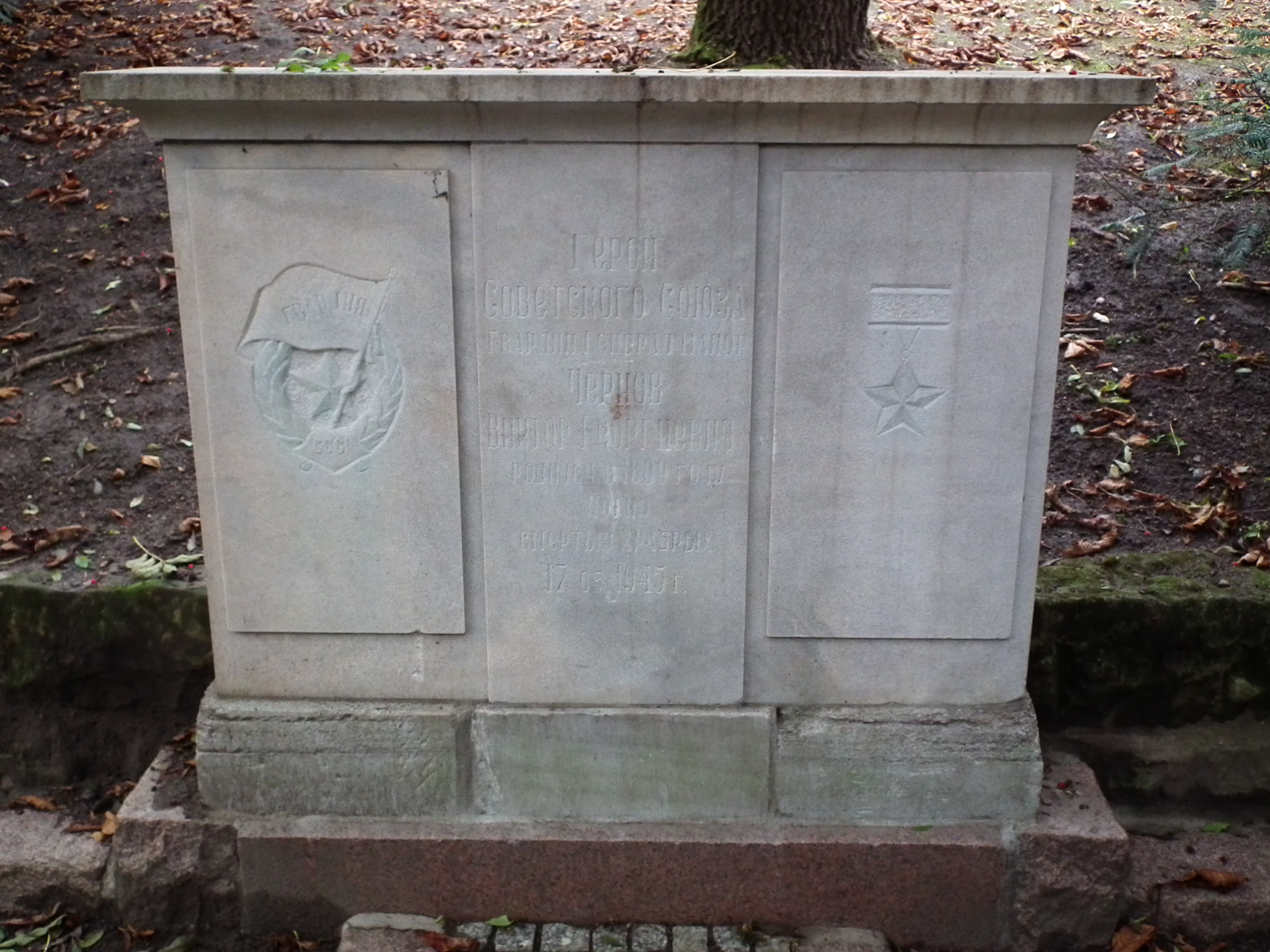
Надгробный памятник на могиле В. Г. Чернова

- медаль «Золотая Звезда» Героя Советского Союза (6.04.1945);
- два ордена Ленина (21.02.1945, 6.04.1945);
- орден Красного Знамени (3.11.1944);
- орден Кутузова 2-й степени (27.08.1943);
- орден Красной Звезды (22.07.1941);
- медаль «За оборону Сталинграда»;
- медаль «XX лет Рабоче-Крестьянской Красной Армии» (22.02.1938)[6].

## Память
- На мемориальном кладбище «Цитадель» в городе Познань установлен памятник В. Г. Чернову.